# Laagna tee
La route de Laagna (estonien : Laagna tee) ou canal de Lasnamäe (estonien : Lasnamäe kanal) est une rue de Tallinn en Estonie.

## Présentation
La route traverse les quartiers Sikupilli, Uuslinn, Pae, Kurepõllu, Laagna, Tondiraba, Mustakivi et Seli de l’arrondissement de Lasnamäe.
Le creusement dans le calcaire de la route de Laagna a commencé au début des années 1980.
Le tronçon routier asphalté entre les rues Juhan Smuuli tee et Varraku tänav a été ouvert à la circulation en 1987, et le dernier tronçon routier, entre les rues Mustakivi tee et Mahtra tänav, a été achevé en 1995.
La longueur de Laagna tee est de 7,444 km.
Dans les années 1986-1992, la route de Laagna s'appelait Oktoobri tee (route d'Octobre).

## Ponts routiers de la rue de Laagna
Onze ponts enjambent la route de Laagna : pont Ilves pont Pallasti, pont Voidujookus, pont Pae, pont Juhan Smuuli, pont Lindakivi, pont Miina Härma, pont Saarepiiga, pont Varraku, pont Mustakivi, pont Raadiku, qui relient les quartiers de Lasnamäe.

## Tramway
L'idée de construire une ligne de tramway le long de la rue Laagna est envisagée depuis 1974.
Au départ, on supposait que le tramway circulerait dans un tunnel, mais par la suite, l'aménagement du projet a été modifié à plusieurs reprises et la construction a été reportée pour différentes raisons,.

## Transport en commun
Les lignes des bus 7, 9, 13, 31, 49, 54, 56, 58, 67, 68 passent par la rue Laagna tee..

## Lieux et monuments de la rue

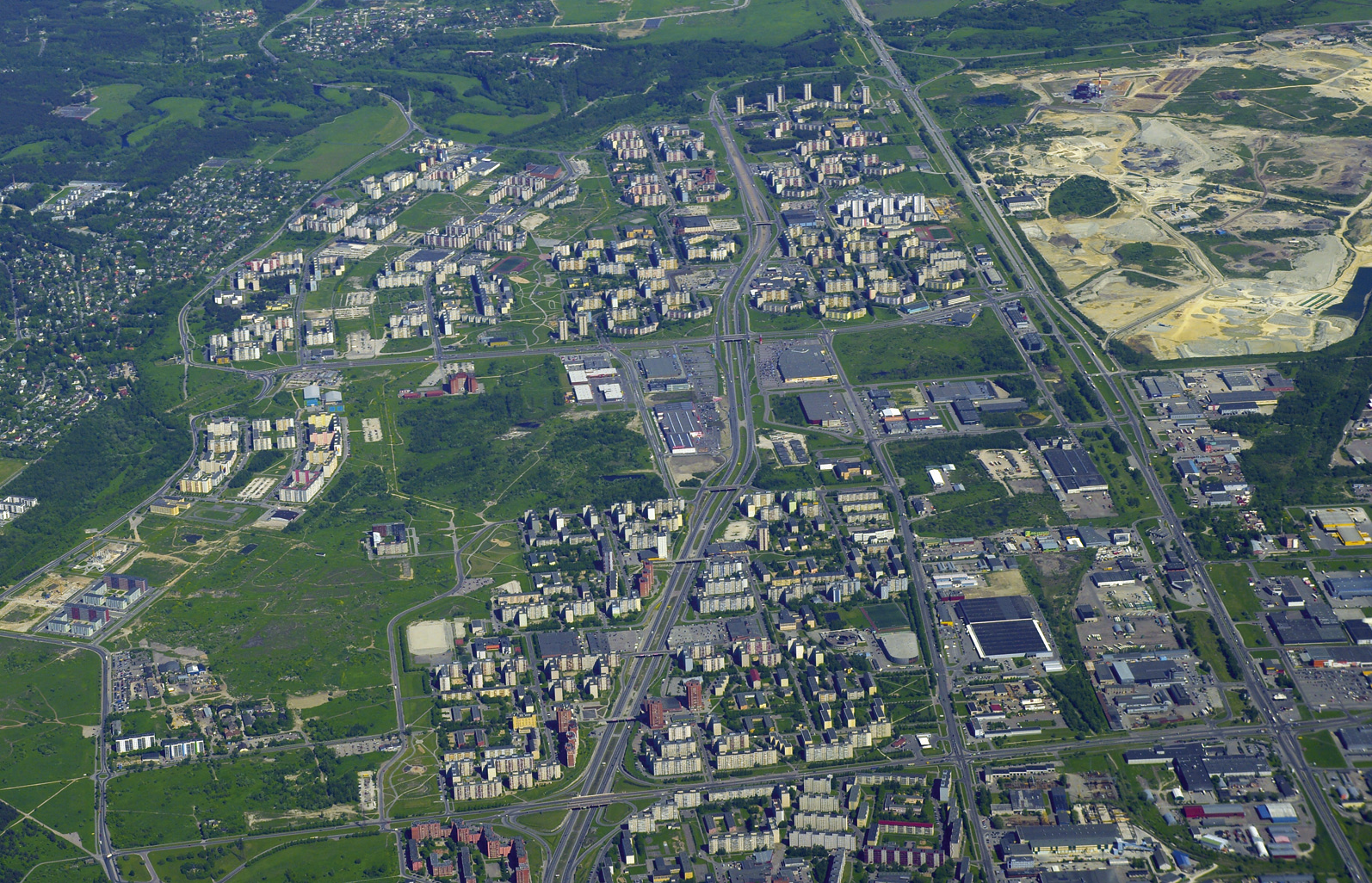
Vue aérienne de la rue de Laagna et du quartier de Laagna.
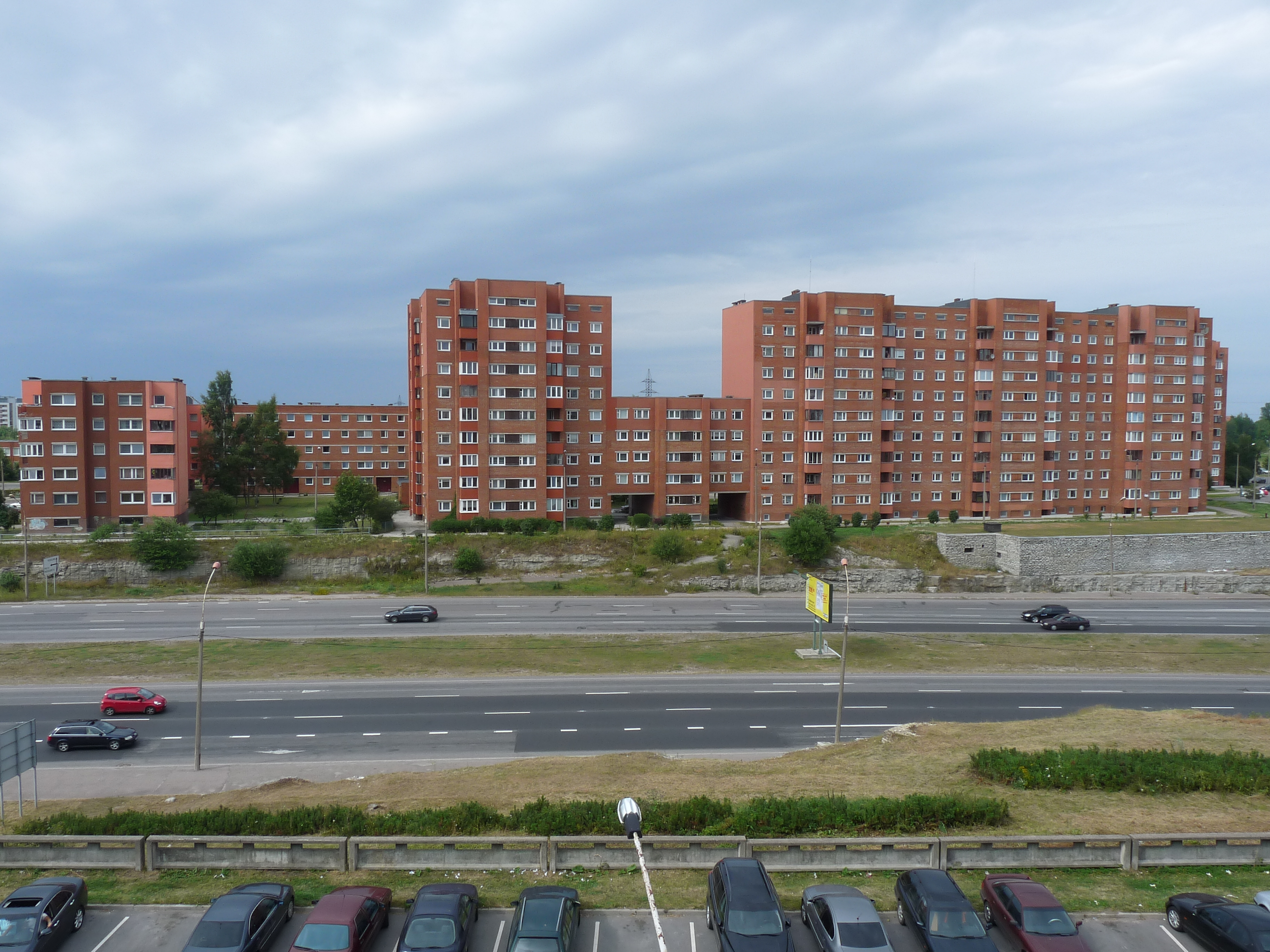
Entre Kurepõllu Et Pae
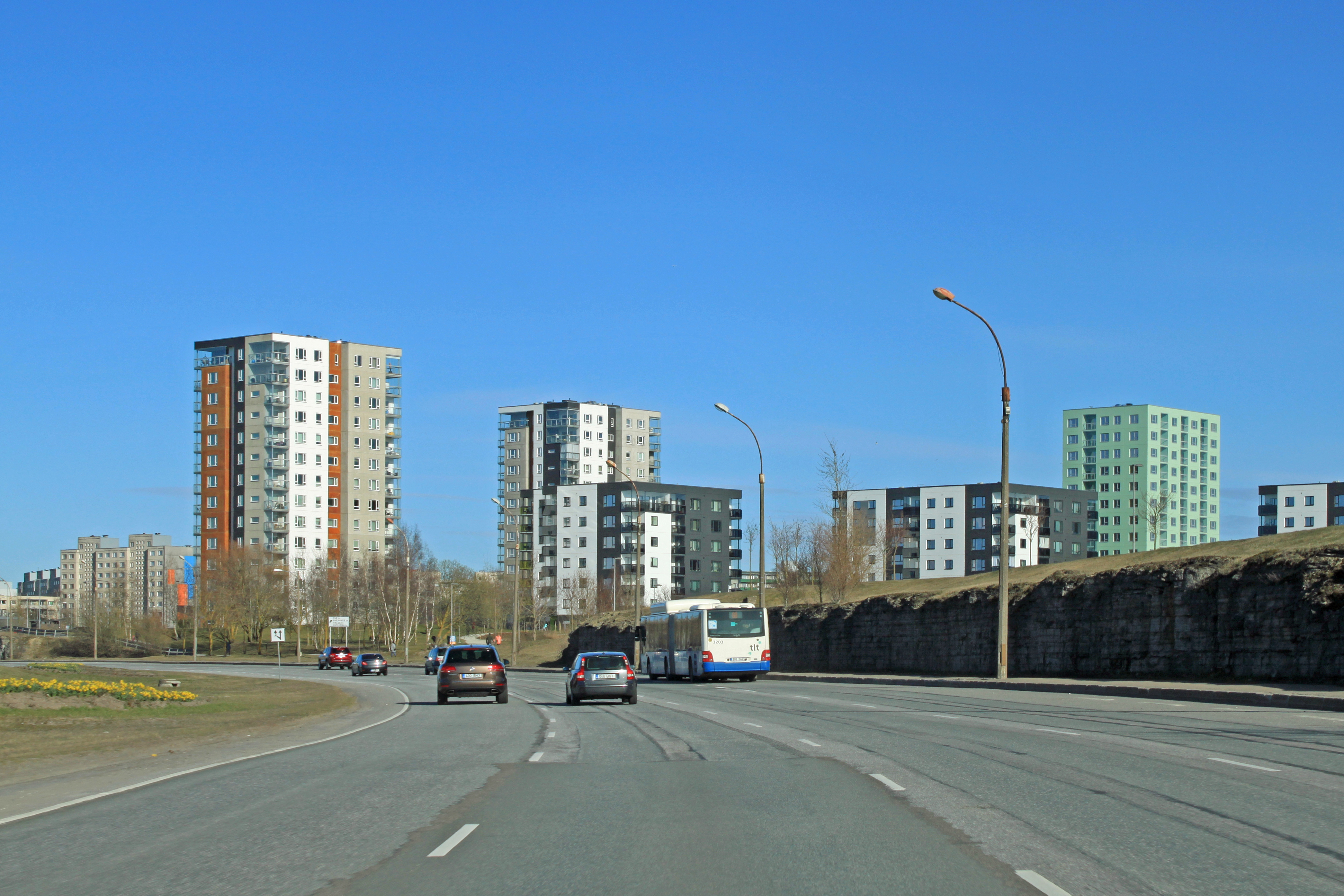
Dans le quartier de Sikupilli
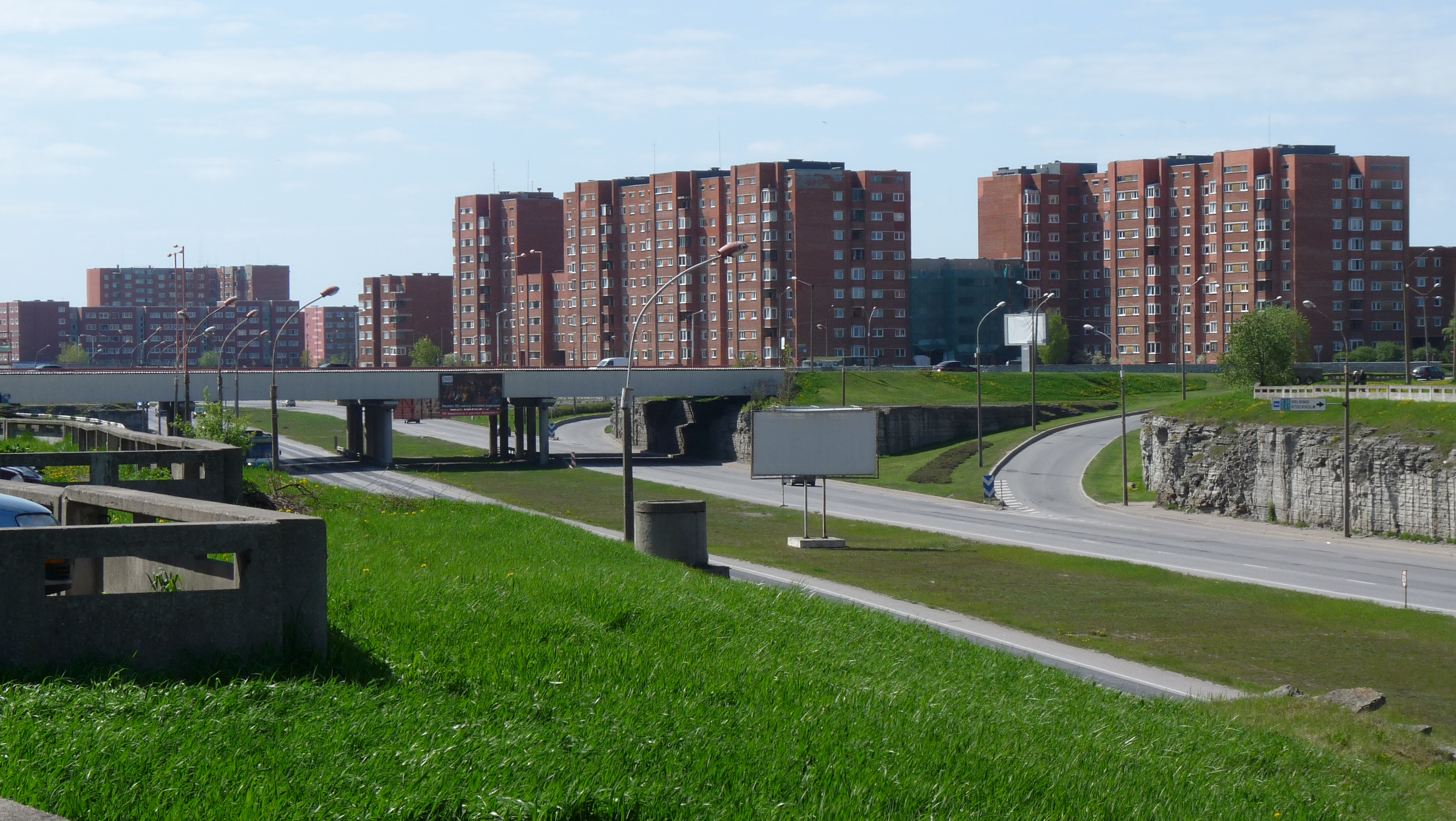
Pont de Smuuli dans le quartier de Laagna

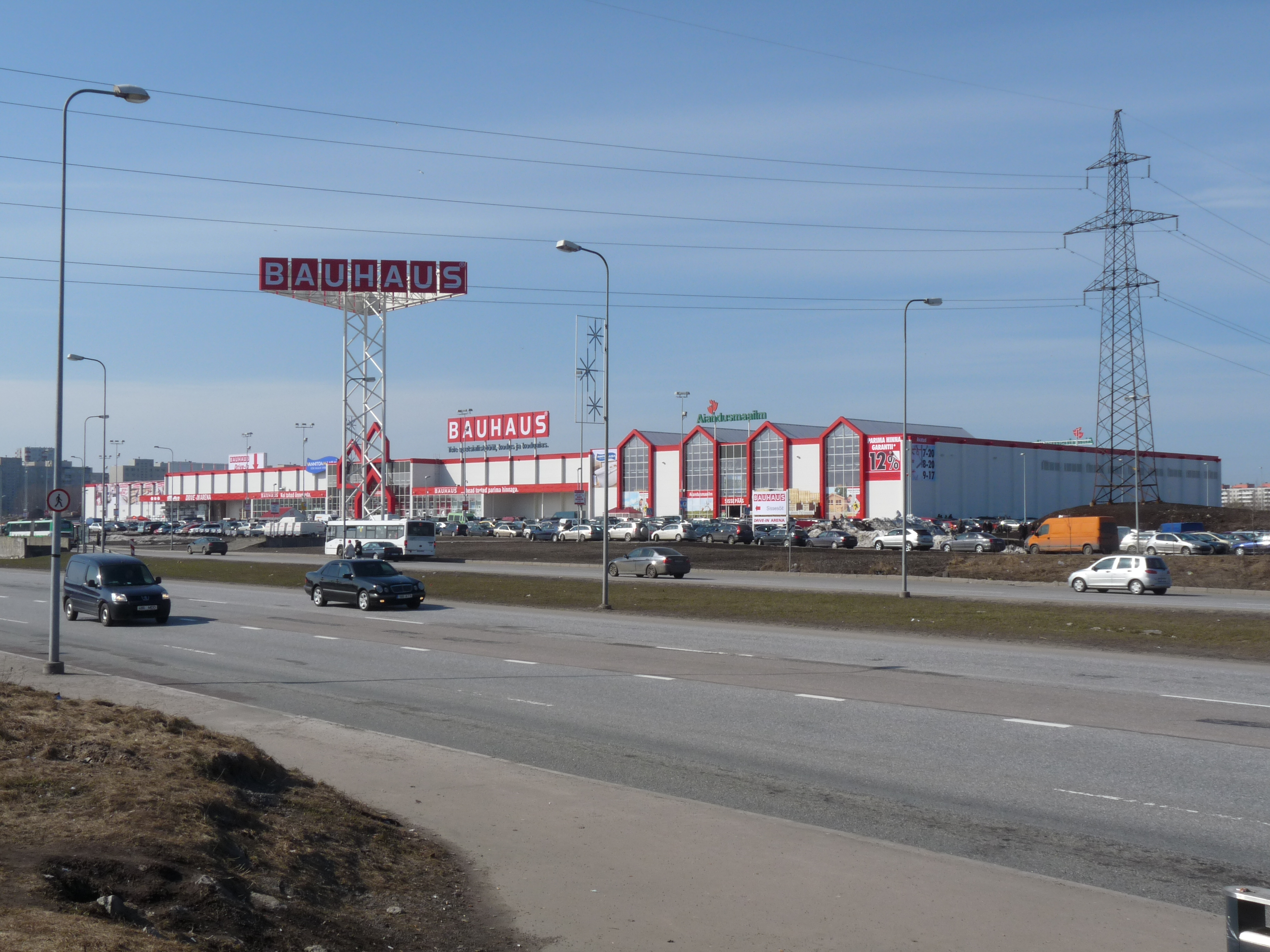
Quartier de Tondiraba
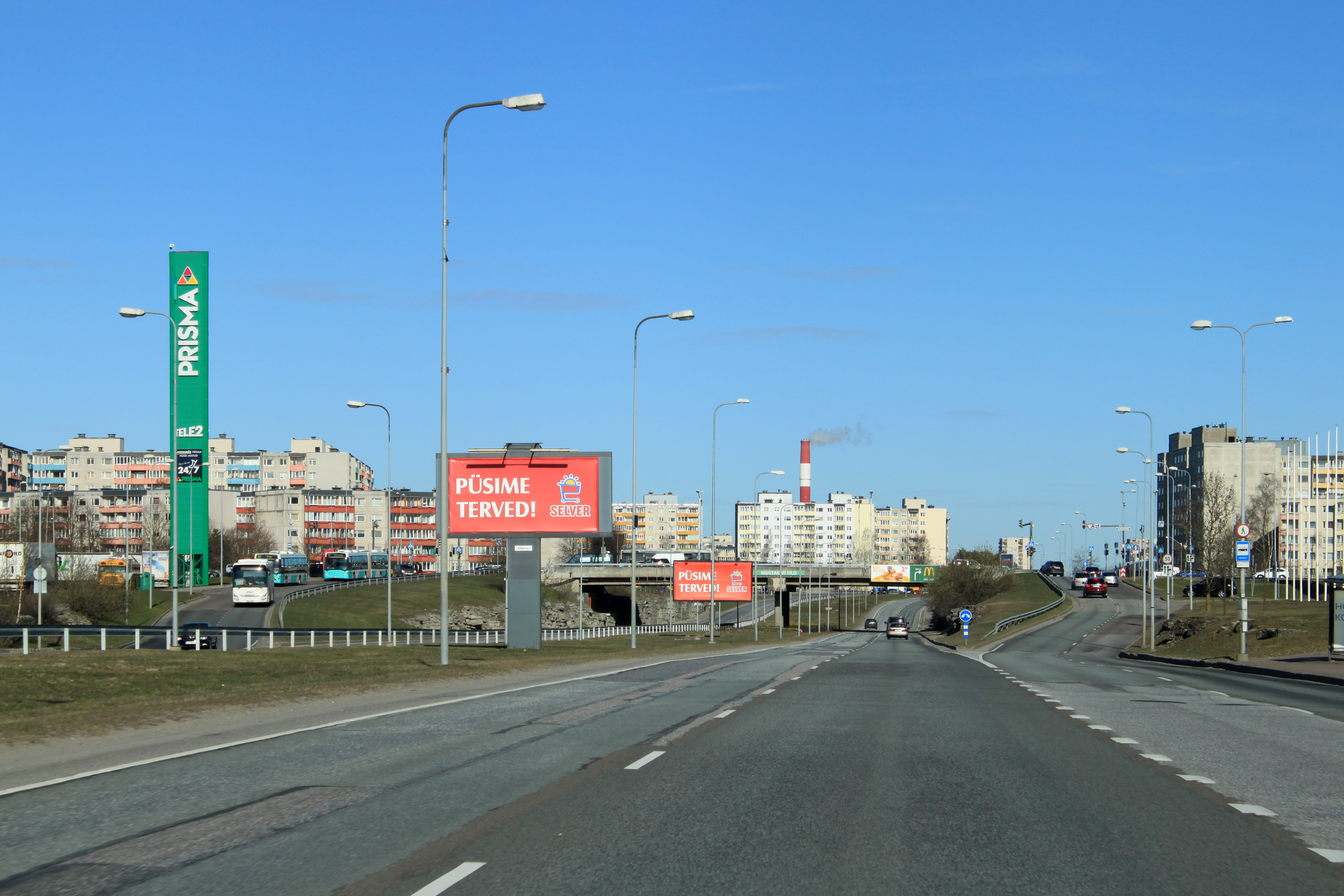
Pont Mustakivi
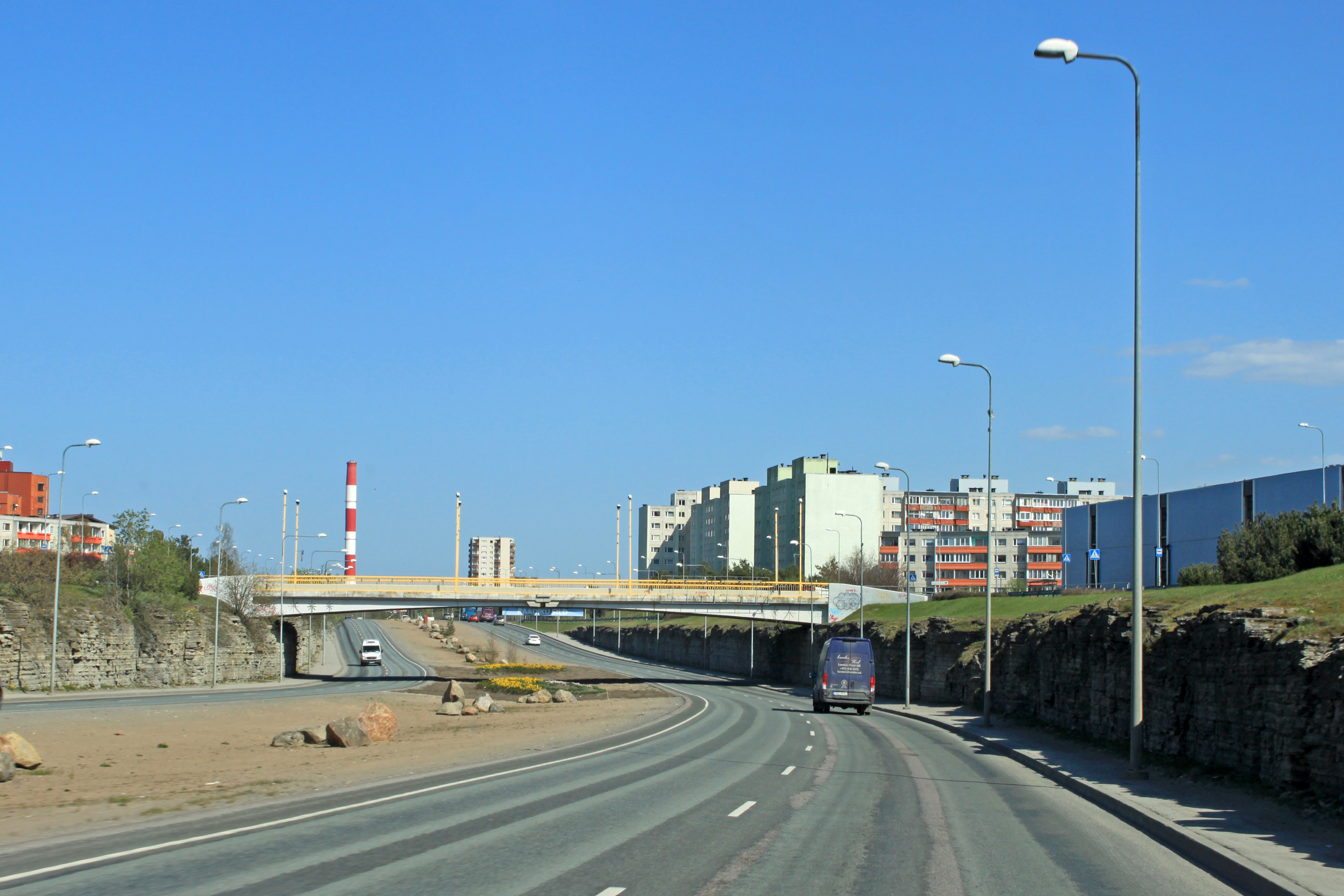
Pont Radiku
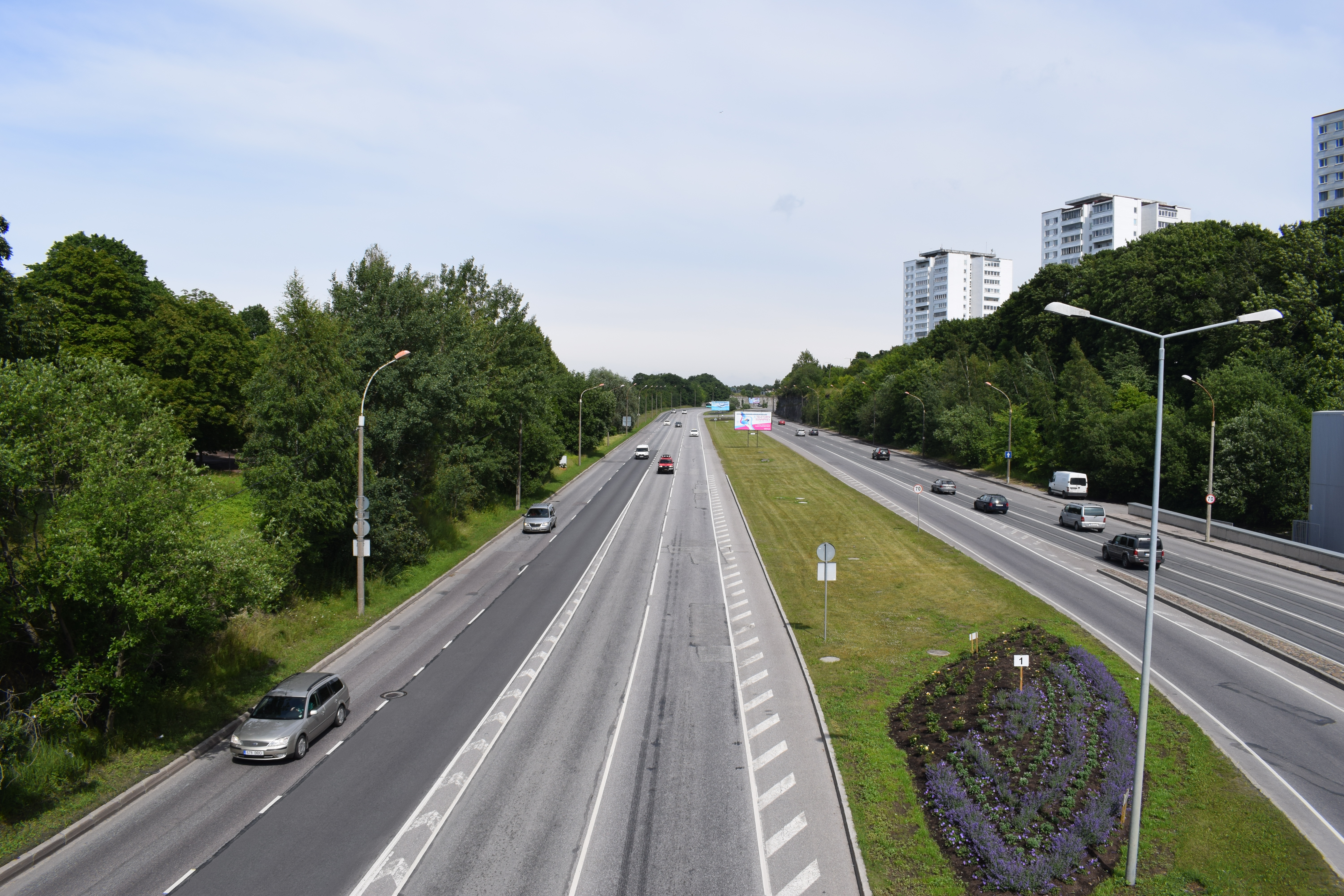
Rue de Laagna.